# Катаро-саудовские отношения
Катаро-саудовские отношения — двусторонние дипломатические отношения между Катаром и Саудовской Аравией. Протяжённость государственной границы между странами составляет 87 км. До 2017 года две страны поддерживали теплые связи. Катар в основном содействовал Саудовской Аравии в вопросах, касающихся внешней политики. Приход к власти Хамада бин Халифа Аль Тани привёл к тому, что Катар восстановил свой суверенитет во внешних делах, часто расходясь с Саудовской Аравией по многим геополитическим вопросам. В 1996 году катарское правительство создало «Аль-Джазиру» в попытке консолидировать мягкую силу. Аль-Джазира, одна из самых популярных новостных станций в арабском мире, оказалась клином в двусторонних отношениях, поскольку она регулярно критиковала правителя Саудовской Аравии. Сеть также предоставила платформу для исламистских групп, которые считаются угрозой монархии Саудовской Аравии.
Катар выделил 1000 военнослужащих для участия в военной интервенции под руководством Саудовской Аравии в Йемене. 5 июня 2017 года Саудовская Аравия вместе с Бахрейном, Египтом и ОАЭ разорвала все связи с Катаром. Причиной послужило «объятие Катаром различных террористических и сектантских групп, направленных на дестабилизацию региона». В рамках этой кампании возглавляемый Саудовской Аравией квартет закрыл свои воздушные пространства, территориальные воды и сухопутные границы с Катаром. Саудовская Аравия также приостановила участие Катара в йеменской кампании.

## История
В 1920-х и 1930-х годах Абдул-Азиз ибн Абдуррахман Аль Сауд хотел осуществить аннексию Катара, но его планам помешали англичане. В 1971 году Катар получил независимость от Великобритании. Саудовская монархия стала использовать свое влияние на катарских предпринимателях и членах правящей семьи Катара с целью взять небольшой эмират под свой контроль. Изначально между этими двумя мусульманскими государствами сложились хорошие отношения.
В 1995 году к власти в Катаре пришёл Хамад бин Халифа Аль Тани, сменив своего отца Халифа бин Хамад Аль Тани, что внесло свои коррективы в отношениях между странами. В 1990 году, будучи министром обороны, Хамад бин Халифа Аль Тани отказал саудовским вооружённым силам в размещении на территории Катара во время Войны в Персидском заливе, что повлекло за собой гневную реакцию саудитов. В 1996 году саудиты попытались организовать восстание в Катаре и вернуть к власти Халифа. В ответ на эти действия Хамад стал развивать отношения с такими государствами, как: Йемен, Иран и Ирак, что раздражало саудитов. Катар стал разрабатывать схему по прокладке трубопроводов в обход Саудовской Аравии. В ноябре 1996 года Катар создал телеканал Аль-Джазира и население Саудовской Аравии получило доступ к тем темам, что табуированы в их стране: противники монархии могут свободно выражать своё мнение, сексуальность и равноправие с женщинами. Эр-Рияд в ответ запретил телевещание Аль-Джазиры на территории Саудовской Аравии. В 2000-х годах саудовские карикатуристы рисовали в прессе нелицеприятные образы эмира Катара и его политики, сравнивая его с «карликом».
В 2003 году на территории Катара была размещена крупная американская военная база. В декабре 2010 года началась Арабская весна, что дало старт для начала нового противостояния между странами. Саудовская Аравия поддержала протестующих арабов в Катаре. В Катаре же встретили лидера Братьев-мусульман, Юсуфа аль-Кардави, которого Эр-Рияд причисляет к лидерам террористической организации. Таким образом, два государства начали осуществлять финансирование, а также вооружать и тренировать различные политические движения в Тунисе, Ливии, Египте и Сирии. В 2014 году политолог Набиль Эннасри заявил, что конфликт между Саудовской Аравией и Катаром заключается в том числе и в разных взглядах на политический кризис в Египте. В марте 2014 года Саудовская Аравия, ОАЭ и Бахрейн отозвали своих послов из Катара в знак протеста против поддержки Дохой движений, которые по мнению этих стран ставят под угрозу их безопасность и стабильность.
5 июня 2017 года Саудовская Аравия частично разорвала дипломатические отношения с Катаром. 7 сентября 2019 года Саудовская Аравия полностью разорвала дипломатические отношения с Катаром.
5 января 2021 года власти Саудовской Аравии и Катара договорились открыть границы, что стало свидетельством окончания дипломатического кризиса.